# Volo Necon Air 128
Il Volo Necon Air 128 è stato un volo passeggeri di linea operato da Necon Air tra l'aeroporto di Pokhara, e l'aeroporto Internazionale Tribhuvan, Katmandu in Nepal. Il 5 settembre 1999, l'Hawker Siddeley HS 748 utilizzato per questo volo si schiantò al suolo dopo aver colpito una torre delle telecomunicazioni.

## L'aereo
L'aereo utilizzato era un Hawker Siddeley HS 748 Serie B costruito nel 1988, acquistato dalla UNI Air nel 1997. In quel momento, nella compagnia aerea operavano altri tre 748.

## L'incidente
Il volo 128 partì da Pokhara alle 10:00 per un viaggio interno di 35 minuti verso Kathmandu. Durante l'avvicinamento alla pista 02 dell'aeroporto Internazionale Tribhuvan, alle 10:25 ora locale l'aereo colpì una torre delle telecomunicazioni. L'impatto con il suolo uccise i cinque i membri dell'equipaggio e i dieci passeggeri a bordo.. Questo fu il secondo incidente mortale di Necon Air avvenuto nel 1999.

## Passeggeri ed equipaggio
A causa del forte impatto contro il terreno dopo l'incidente, nessuno dei quindici occupanti sopravvisse all'impatto.
| Nazionalità | Passeggeri | Equipaggio | Totale |
| ----------- | ---------- | ---------- | ------ |
| Nepalesi    | 5          | 5          | 10     |
| Indiani     | 3          | 0          | 3      |
| Bengalesi   | 2          | 0          | 2      |
| Total       | 10         | 5          | 15     |